# Ервін Маделунг

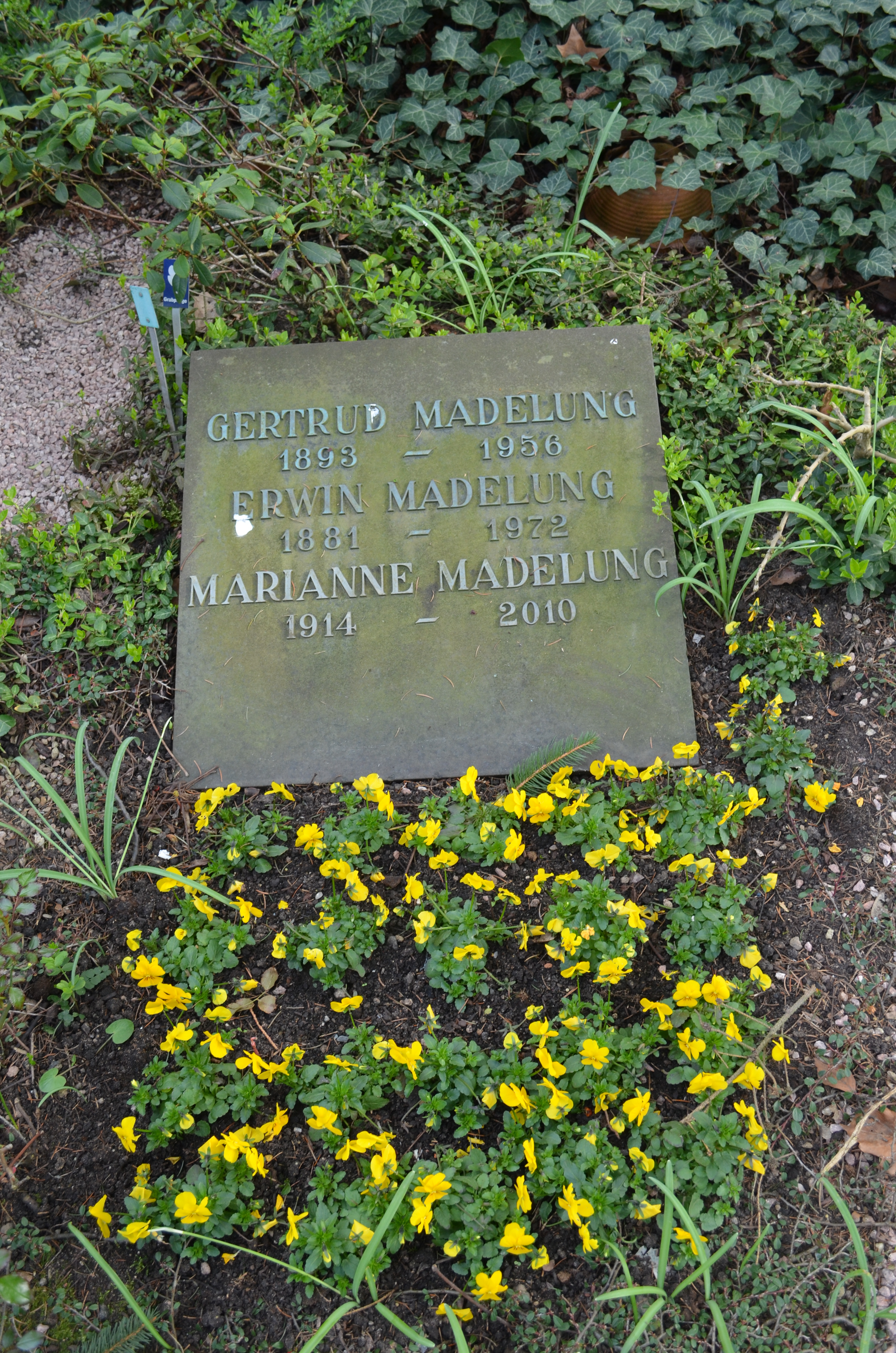
Могила Ервіна Маделунга

Ервін Маделунг (18 травня 1881, Бонн — 1 серпня 1972, Франкфурт-на-Майні) — німецький фізик, спеціаліст з квантової фізики твердого тіла.

## Біографія
Ервін Маделунг виріс у Бонні, Ростоку та Страсбурзі, де його батько Отто Маделунг (1846—1926) був директором хірургічної університетської клініки до того, як Ельзас знову став французьким у 1918 році. Він отримав атестат про середню освіту у відомій протестантській середній школі в Страсбурзі, звідки пізніше вийшло багато університетських викладачів. Ервін Маделунг — молодший брат хіміка Вальтера Маделунга (1879—1963) і старший брат авіаінженера Георга Маделунга (1889—1972). Його зведена сестра Тусса (справжнє ім'я — Августа Елеонора) Маделунг вийшла заміж за свого геттінгенського колегу, фізика-експериментатора Роберта Поля (1884—1976) у 1922 році.
Ервін Маделунг вивчав фізику в Кілі, Цюріху та Страсбурзі та отримав ступінь доктора філософії у 1905 році в Геттінгені під керівництвом Германа Сімона (1870—1918). Після майже року подорожей по світу він повернувся до Геттінгенського університету і зосередився насамперед на кристалічній структурі твердих тіл. У 1908 році він став асистентом Едуарда Ріке. У 1912 році він зробив габілітацію в Геттінгені. У цей час він розробив названу на його честь сталу Маделунга для іонних ґраток, яка характеризує електростатичну взаємодію з усіма іонами в кристалі для кожного типу кристалічної ґратки. Він був призначений професором у 1918 році після служби в 35-му інженерному полку під час Першої світової війни.
Після короткого професорства в Кілі та Мюнстері його в 1921 році призначили у Франкфуртський університет як наступника Макса Борна, де він обіймав кафедру теоретичної фізики до 1949 року та читав лекції до 1953 року. Там він в основному займався питаннями атомної фізики та квантової механіки. Тут він розробив рівняння Маделунга.
У 1923 обраний членом-кореспондентом Геттінгенської академії наук, а в 1942 — членом Гейдельберзької академії наук.
Його син Отфрід Маделунг також був професором теоретичної фізики (в Марбурзі).

## Роботи
- Magnetisierung durch schnell verlaufende Stromvorgänge mit Rücksicht auf Marconis Wellendetektor. Göttingen, Univ., Phil. Fak., Diss., 1905.
- Die mathematischen Hilfsmittel des Physikers, Springer Verlag, Berlin 1922, ISBN 978-3-662-41679-2. Weitere Auflagen: 1925, 1935, 1950, 1953, 1957, 1964.